# György Nagy (basket-ball)
Pour les articles homonymes, voir György Nagy.
György Nagy, né le 21 décembre 1926, à Budapest, en Hongrie, est un ancien joueur hongrois de basket-ball. 

## Palmarès
- 3e du championnat d'Europe 1946